# Mariano Calviño de Sabucedo
Mariano Calviño de Sabucedo Gras (Manresa, 25 de septiembre de 1907 - Barcelona, 28 de agosto de 1980) fue un empresario y político español.

## Biografía
Nació en Manresa en 1907. Hijo de un teniente coronel de artillería, se casó con Enriqueta Manén Maynou, copropietaria de Manufacturas Manén, S.A. Licenciado en Derecho por la Universidad de Barcelona, más tarde ejerció en los colegios de abogados de Barcelona y de Manresa. Fue Secretario de la Cámara de Comercio y de Industria de Manresa, asesor de la Unión Mercantil, abogado de la Mutua Patronal y de la Asociación de Propietarios Rústicos de Manresa y Berga.
Durante la Dictadura de Primo de Rivera fue presidente de la Juventud de Unión Patriótica en Manresa. Con la proclamación de la Segunda República ingresó en Acción Catalana. Hacia 1933 fundó la Unión Social Hispánica, con la que se integra en 1934 en el núcleo barcelonés de Falange Española. Al estallar la guerra civil española, abandona Barcelona y pasa a la zona «nacional». En 1937 se instala en Burgos, sustituyendo a Carlos Trías Bertran como secretario territorial de Falange Española de Cataluña. Durante la contienda llegó a combatir junto a las fuerzas franquistas, alcanzando la graduación de alférez provisional.
En enero de 1939 fue nombrado jefe provincial de FET y de las JONS en Barcelona, poco después de que la ciudad fuera conquista por las fuerzas franquistas. Ello le convirtió en una las principales personalidades del régimen en Barcelona Se mantuvo en el cargo hasta noviembre de aquel año. De junio a octubre de 1943, durante la Segunda Guerra Mundial, luchó en el Frente Oriental con la División Azul. A su regreso a España ocuparía puestos relevantes. Durante la dictadura fue procurador en las Cortes franquistas.
Fue uno de los 40 de Ayete, consejeros directos de Francisco Franco, siendo valedor de la candidatura de Alfonso de Borbón y Dampierre a la corona española contra la del futuro Juan Carlos I. El 1976 fue uno de los procuradores en Cortes que estando en contra de la Ley para la Reforma Política, no voto al estar ausente del congreso.
Presidente de la Sociedad General de Aguas de Barcelona, del Comité Sindical del Cacao, vicepresidente de la Sociedad Anónima CROS SA, y consejero del Banco Español de Crédito, entre otros cargos.